# Räven (2010)
Räven är en svensk kortfilm från 2010 i regi av Emanuel Claesson. Filmen hade premiär på Göteborgs filmfestival.

## Handling
Filmen utspelar sig på en kursgård där den bleka Olivia befinner sig för att lära sig att sälja sig själv. Det är dock något som inte stämmer, det döljer något underligt i vaktmästeriet.

## Rollista
- Ellen Norlund
- Victor Trägårdh
- Sven-Åke Gustavsson
- Kenneth Bodin

### Fotnoter
1. 1 2  ”Räven”. Svensk Filmdatabas. http://sfi.se/sv/svensk-filmdatabas/Item/?itemid=69654&type=MOVIE&iv=Basic. Läst 5 augusti 2012.